# Rezonance
Rezonance je ve fyzice snaha systému kmitat na větší amplitudě – více při určitých frekvencích než při ostatních frekvencích. Tyto frekvence jsou známy jako rezonanční frekvence. Při těchto frekvencích mohou i malé pravidelné síly způsobovat velké amplitudy kmitů, protože systém uchovává energii kmitání.
Rezonance nastává, pokud je systém schopen uchovávat a jednoduše převádět energii mezi dvěma nebo více jejími podobami (například přeměnu potenciální energie na kinetickou energii a zpět v případě kyvadla). Jsou zde však ztráty mezi jednotlivými cykly, tzv. útlum. Pokud je tlumení (a tedy ztráty) malé, rezonanční frekvence je přibližně rovna vlastní frekvenci systému, což je frekvence volných kmitů. Některé systémy mají více rezonančních frekvencí a jsou zřetelnější.
Rezonanční jevy se vyskytují u všech typů kmitání a vln: Existuje mechanická rezonance, akustická rezonance, elektrická rezonance, elektromagnetická rezonance, nukleární magnetická rezonance a další. Rezonanční systémy mohou být použity ke generování vibrací na určité frekvenci (např. hudební nástroje).
Rezonance byla objevena Galileo Galileiem při jeho výzkumech s kyvadlem a strunami hudebních nástrojů, se kterými začal v roce 1602.